# Pi Xirui

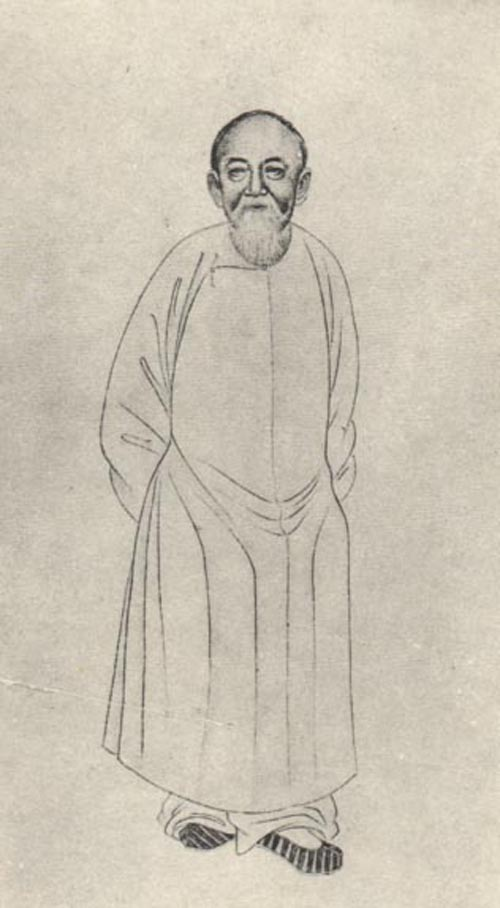
Pi Xirui
(Qingdai xuezhe xiangzhuan)

Pi Xirui (chinesisch 皮錫瑞 / 皮锡瑞, Pinyin Pí Xīruì, W.-G. P'i Hsi-jui; 1850–1908), zi: Lumen (鹿門,  Lùmén), zi: Liyun (麓雲,  Lùyún) war ein chinesischer konfuzianischer Gelehrter der Spätzeit der Qing-Dynastie.

## Leben und Werk
Pi stammte aus Shanhua 善化 (dem heutigen Changsha in der Provinz Hunan). Nachdem er in der Hauptstadtprüfung gescheitert war, begann er seine Karriere als Lehrer und klassischer Gelehrter an der Longtan-Akademie 龙潭书院 in Guiyang in der Provinz Hunan, dann an der Jingxun-Akademie 经训书院 in Nanchang 南昌 in der Provinz Jiangxi. In den Reformjahren stand er an der Seite der Reformer und befürwortete eine Bildungsreform. Er wurde wegen radikaler Tendenzen angeklagt. Als klassischer Philologe war er mit der Neutextschule der Klassiker verbunden. Ihm zufolge war es Meister Kong (Konfuzius), der das Buch der Wandlungen und das Buch der Riten schrieb, und der  andere klassische Schriften umschrieb. Zu seinen Schriften zählen ein Allgemeiner Überblick zu den Fünf Klassikern (Wujing tonglun), eine Geschichte des Studiums der klassischen Werke des Konfuzianismus (Jingxue lishi), eine Textkritische Untersuchung des Neuschriftlichen Buches der Geschichte (Jinwen Shangshu kaozheng).
Wegen seiner besonderen Verehrung für Fu Shengs (2. Jahrhundert v. Chr.) „Shangshu“ 尚書 [= Shujing] aus den frühen Jahren der Westlichen Han-Dynastie (der Begründer der Tradition der Kommentarierung des Shujing in Anlehnung an die „Neutextschule“ (siehe Konfuzianische Neutextschule / Neutext-Shangshu)), nannte er seine Büchersammlung „Shi Fu tang“ 師伏堂, und seine Zeitgenossen nannten ihn „Herr Shi Fu“ 師伏先生 („Ein Lehrer, der sich ein Beispiel an Fu [Sheng] nimmt“).
Für das Hanyu da zidian (HYDZD) beispielsweise wurde seine Schriften Xiaojing Zhengzhu shu 孝经郑注疏 (zum Xiaojing 孝经) und Shangshu dazhuan shuzheng 尚书大传疏证 (zum Shangshu dazhuan 尚书大传) herangezogen, beide aus seiner Sammlung Shifutang congshu 师伏堂丛书.

## Schriften
- Wujing tonglun 五经通论 („Allgemeiner Überblick zu den Fünf Klassikern“)
- Jingxue lishi 经学历史 („Geschichte des Studiums der klassischen Werke des Konfuzianismus“)
- Jinwen Shangshu kaozheng 今文尚书考证 („Textkritische Untersuchung des Neuschriftlichen Buches der Geschichte“)
- Wangzhi 王制 („Herrschaftliche Ordnung“)
- Shi Fu tang congshu 师伏堂丛书 (eine Congshu-Sammlung seiner Werke)
- Pishi ba zhong 皮氏八种 („Acht Schriften von Herrn Pi“)